# 배티재
배티재는 충청남도 금산군 진산면과 전북특별자치도 완주군 운주면 사이에 위치한 고개이다. 높이는 해발 349m이며, 대둔산도립공원에 속해 있다.

## 역사
이곳은 이치전투로 유명한 곳으로 배티재 정상에 이치대첩비가 건립되어 있다.

## 사진

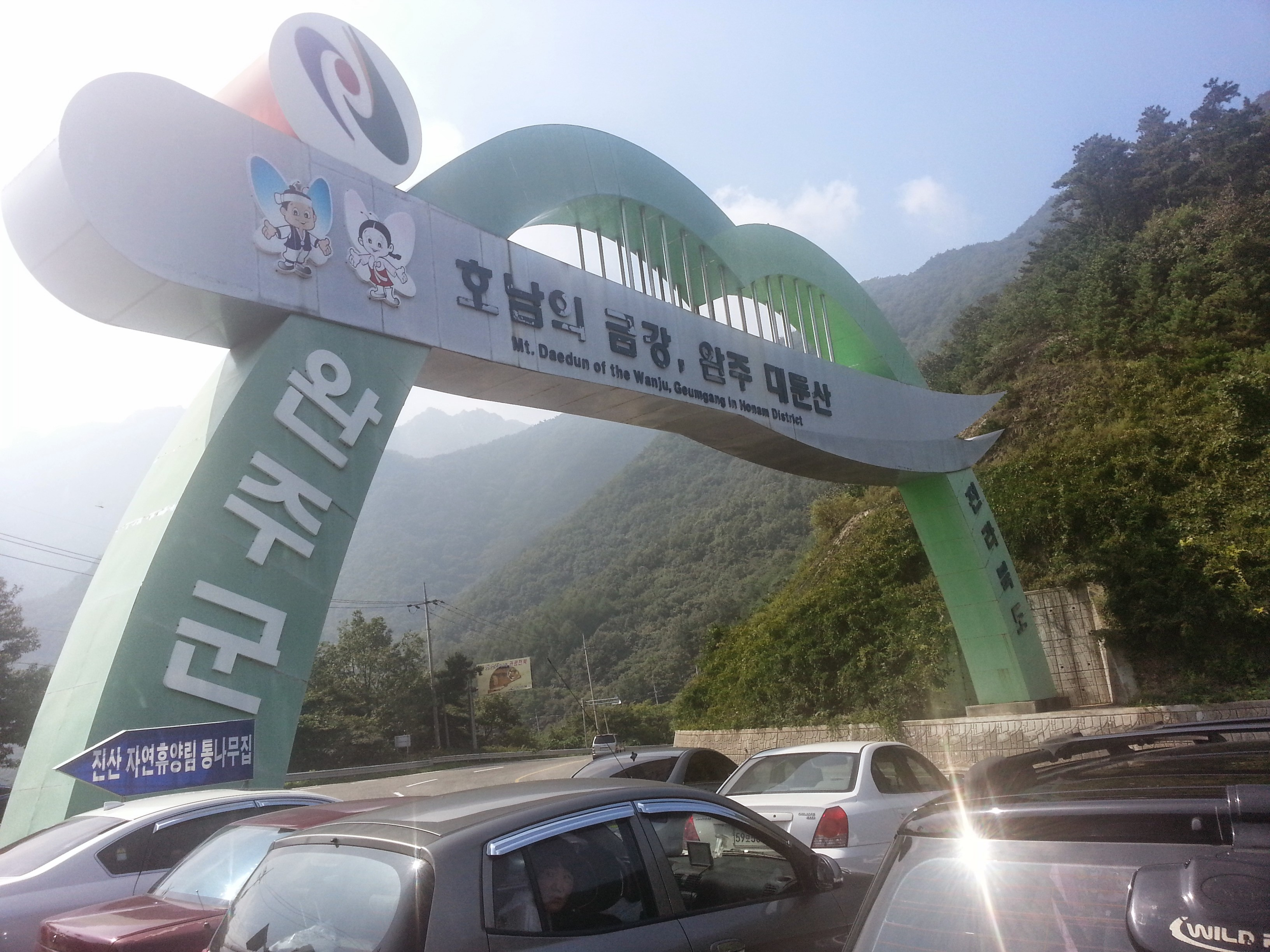
완주군 방향 도계(道界) 시설물
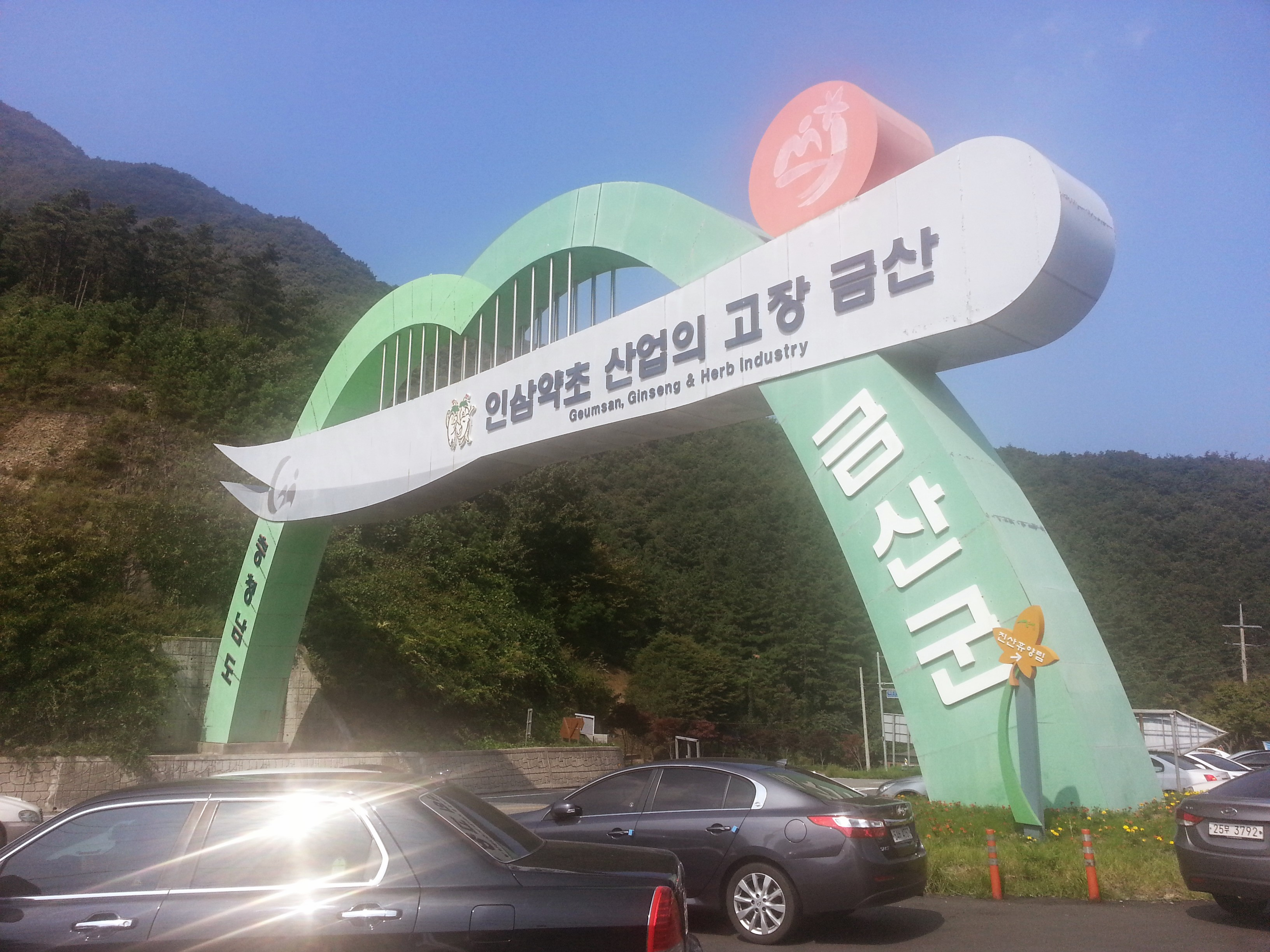
금산군 방향 도계(道界) 시설물